# Slag bij Tagliacozzo
De Slag bij Tagliacozzo vond plaats op 23 augustus 1268 tussen Tagliacozzo en Scurcola Marsicana. Aanvankelijk een overwinning voor de Hohenstaufen keerde door een list in een nederlaag.

## Achtergrond
Al decennia lang was er een vete tussen de Hohenstaufen en de Pausen over de controle over Italië. Met het Eerste Concilie van Lyon in 1245 werd Keizer Frederik II afgezet. Na de dood van zijn zoon Koenraad IV in 1254 riep zijn halfbroer Manfred zichzelf uit als regent voor de minderjarige Konradijn, kleinzoon van Frederik II. In 1263 verkocht paus Urbanus IV het koninkrijk Sicilië aan Karel van Anjou, de broer van koning Lodewijk IX van Frankrijk, dit leidde tot de Slag bij Benevento in 1266, waarbij Manfred om het leven kwam.

## Slag
Intussen was Konradijn meerderjarig en kreeg hij de steun van Duitse, Pisaanse, Romeinse, Spaanse en Arabische soldaten. Het leger werd verdeeld in drie groepen, een deel onder de leiding van Frederik I van Baden, een deel onder Hendrik van Castilië en een derde groep onder leiding van Konradijn zelf. Het leger van de Hohenstaufen was bijna tweemaal zo groot als die van Karel van Anjou. Het leek er op dat de veldslag vlug zou worden gewonnen. Een man gekleed in de wapens van Karel van Anjou werd gevat en vermoord, het bleek een list. Overtuigd van de overwinning werd de slagorde verbroken. Karel van Anjou, vermomd, wist van de situatie gebruik te maken om het leger van de Hohenstaufen in de pan te hakken.

## Vervolg
Konradijn, Frederik I van Baden en Hendrik van Castilië konden vluchten naar Rome, maar werden later gevat. Konradijn en Frederik I werden onthoofd, Hendrik werd gespaard. Hiermee kwam een einde aan de heerschappij van de Hohenstaufens over Sicilië.